# Феліча Раск'яторе
Феліча Раск'яторе (англ. Felicia Raschiatore; нар. 31 грудня 1961) — колишня американська тенісистка.
Найвищим досягненням на турнірах Великого шолома був чвертьфінал в парному розряді.

## Фінали Туру WTA

### Одиночний розряд (0-1)
| Результат | Дата                        | Турнір              | Рівень          | Покриття | Суперниця    | Рахунок       |
| --------- | --------------------------- | ------------------- | --------------- | -------- | ------------ | ------------- |
| Поразка   | Virginia Slims of Utah 1983 | Солт-Лейк-Сіті, США | Ginny ($50,000) | Тверде   | Івонн Вермак | 2–6, 6–0, 5–7 |

### Парний розряд (0–1)
| Результат | Дата                                      | Турнір       | Рівень          | Покриття | Партнерка        | Суперниці                      | Рахунок       |
| --------- | ----------------------------------------- | ------------ | --------------- | -------- | ---------------- | ------------------------------ | ------------- |
| Поразка   | Central Fidelity Banks International 1984 | Ричмонд, США | Ginny ($50,000) | Тверде   | Дженніфер Мундел | Елізабет Мінтер Джоанн Расселл | 4–6, 6–3, 6–7 |